# Primo Cresta
Primo Cresta (Vicenza, 1º settembre 1922 – Vicenza, novembre 2003) è stato un partigiano italiano.
Goriziano, volontario della prima ora, comandante di una compagnia del Battaglione "Julio" - 1ª Brigata partigiana della 3ª Divisione "Osoppo-Friuli". Dal 1945 al 1947 fu il fondatore e segretario dell'Associazione Partigiani Italiani di Gorizia aderente all'ANPI unitario nazionale. Come professione fece il funzionario comunale e segretario comunale e provinciale prestando il servizio nel comune di Mirano, dal 1970 al 1980, e nella provincia di Trieste.

## Biografia
Nel 1942 si diplomò geometra presso il Regio Istituto tecnico di Gorizia. Iniziò subito a lavorare presso il Ministero delle Finanze: prima a Bolzano con la Delegazione Economica Finanziaria, che aveva il compito di stimare i beni dei sudtirolesi che avevano optato per l'unificazione alla Germania, e dopo a Palermo presso l'Ufficio Tecnico Erariale. Il 25 luglio 1943, lo stesso giorno che a Roma fu destituito Mussolini, iniziò a Padova, presso il locale aeroporto un corso di Allievi Ufficiali. L'8 settembre 1943 fu consegnato prigioniero all'esercito tedesco dai suoi superiori, come il migliaio di altri allievi. Dopo aver rifiutato, come la stragrande maggioranza degli allievi, di collaborare con i tedeschi fu spedito in treno verso la prigionia in Germania ma alla fermata di Verona riuscì fuggire. Rientrato dopo una decina di giorni in Friuli invece di tornare a Gorizia dai genitori, andò direttamente nel paese di Racchiuso, tra Attimis e Faedis, dove aveva dei parenti materni.

## Partigiano
Subito, nella seconda metà di settembre 1943, si arruolò con i primi partigiani presenti nel luogo del Battaglione Garibaldi Friuli. Partigiani che cercò personalmente (con l'aiuto di uno zio!) presso una baita dislocata sopra il paese di Porzus, teatro di quasi tutte le vicende partigiane del "fronte orientale" italiano. I suoi primi comandanti furono: Giacinto Calligaris, “Enrico”, comunista; Fermo Solari, socialista e futuro senatore nella III Legislatura; Luciano Comessatti, del Partito d'Azione.
Partecipò a tutte le azioni militari e di sabotaggio della zona fin dalla prima azione partigiana avvenuta alla fine di settembre 1943 (assalto e requisizione delle armi abbandonate dai soldati nel municipio di Povoletto).
Quando alla fine dell'ottobre 1943 arrivò a Porzus il primo gruppo della Brigata Osoppo, comandati da Manlio Cencig e Ferruccio Fontanini, Cresta si aggregò definitivamente.

## Nuovo arresto
Il 6 gennaio 1944, su delazione di una spia, fu arrestato a casa sua a Gorizia. Fu prigioniero fino ai primi di marzo nelle carceri di via Berzellini. Dopo vari interrogatori fu spedito verso il campo di prigionia in Germania ma a Villaco, fu inspiegabilmente liberato (come un'altra trentina di prigionieri) a seguito dei risultati di alcune loro visite mediche.

## La "Zona libera di Faedis e Attimis"
Ritornato in libertà e sospettato di adesione ai partigiani fu costantemente sorvegliato dalla polizia di Gorizia fino ai primi di giugno 1944 quando riuscì a riprendere la clandestinità ripresentandosi al comando della brigata Osoppo, disloccato tra Subit (Attimis) e Prossenico, ai piedi del monte Jof. Il comandante Cencig gli affidò un gruppo di giovani studenti di Cividale.
Guidò la sua formazione, il 19 luglio 1944, nel primo attacco tedesco di Subitm in quella che fu chiamata la “Zona libera di Faedis e Attimis”.Durante i combattimenti ebbe modo di verificare di persona le prime incomprensioni tattiche e strategiche oltre che politiche tra i partigiani italiani (Garibaldini e Osovani) e i partigiani sloveni del "IX Corpus" che operavano nella zona attigua (Prossenicco, Bergogna, Robedischis (Caporetto), Platischis).
In quel periodo iniziò a frequentare anche il comandante Francesco De Gregori “Bolla” al quale ebbe l'onore veder assegnata un'auto nuova che personalmente aveva requisito in coppia con “Lofio” a dei funzionari del Ministero delle Finanze di Udine durante un'azione a Remanzacco.
Il 1º settembre fu dislocato con la sua compagnia, del battaglione “Julio” a San Gervasio nella battaglia contro dei soldati cosacchi, alleati ai tedeschi, che si erano insediati nel paese di Nimis. Anche in questa occasione constatò le difficoltà di coordinamento tra le brigate Garibaldi e brigate Osoppo anche se nel frattempo erano dipendenti dalla neo costituita Divisione “Garibaldi - Osoppo” comandata da “Sasso”, Mario Fantini. Promosso comandante della sua compagnia partecipò, il 5 settembre 1944, all'attacco di Povoletto. Successivamente fu distaccato con i suoi i nelle colline tra Savorgnano del Torre e Ravosa partecipando al grande sabotaggio della linea ferroviaria Udine Tarvisio presso la stazione di Reana del Rojale.
Lo vide protagonista con la sua compagnia quando la reazione dei tedeschi si scatenò (26 - 30 settembre 1944) con un grande rastrellamento contro la “zona libera”. Lo scontro coinvolse circa 30000 tedeschi contro i circa 3500 partigiani della Divisione unificata Garibaldi Osoppo. Dopo la disfatta militare della Divisione partigiana si ritrovò solo e isolato tra i boschi. Così, dopo una fuga di 48 ore, fu raccolto, protetto e sfamato da una famiglia di Stermitz. Ristabilito si riportò il 1º ottobre 1944 a Porzus, dove partecipò alla sepoltura di un altro comandante della brigata Osoppo, Ferruccio Fontanini.

## Eccidio di Porzus
Primo Cresta fu per tutto l'inverno 1944 /1945 alle dipendenze del comandante "Bolla" e condivise le sue scelte e quelle di "Paolo" (Alfredo Berzanti) allora "delegato politico" della Osoppo (successivamente fu il primo dei Presidenti del Friuli-Venezia Giulia).
Collaborò con "Bolla" sia presso la baita (sede del comando) posta sopra Porzus che giù, in paese, fino alla notte precedente all'eccidio (7 febbraio 1945). Non fu testimone diretto dell'eccidio solo perché quella notte era di servizio giù nel paese.

## Le discriminanti Osoppo / Garibaldi
Cresta condivideva le scelte di "Bolla" il quale rifiutava la dipendenza operativa della sua Brigata Osoppo dal "IX Corpus" sloveno (formazione dell'EPLJ, che operava al di là dell'Isonzo e aveva il comando a Losqua e Circhina.
La Osoppo rifiutava la "dipendenza operativa" perché accettarla significava riconoscere o favorire le rivendicazioni territoriali della "Repubblica Popolare Slovena" sul Friuli e la Venezia Giulia.
Questa fu la discriminante di quel complesso rapporto che esisteva tra gli italiani resistenti divisi in tre posizioni sul problema dei confini. Una parte di partigiani garibaldini, tra i quali Mario Lizzero, sostenevano che la definizione dei confini italo/sloveni dovevano essere discussi a guerra finita. Un'altra parte di garibaldini, tra i quali Giovanni Padoan, che ritenevano, in nome dell'internazionalismo proletario,di non porsi questo problema. Una terza parte, quella degli osovani e del CLN di Udine (privo della rappresentanza del PCI) che non accettavano limitazioni di confine in quanto quest'ultimi dovevano rimanere quelli della conquista italiana della prima guerra mondiale. A fronte di queste posizioni friuliane l'unità della resistenza slovena ed Jugoslava, egemonizzata dai comunisti del PCJ di Tito, ebbe buon gioco.

## Liberazione di Udine
Dopo l'eccidio di Porzus Cresta cadde in “una profonda prostrazione” e si ritrovò isolato dalle formazioni operative della Osoppo. Solo grazie di alcune famiglie di Porzus e Racchiuso che lo protessero e lo rimotivarono fu in grado di riprendersi e combattere la battaglia finale per la liberazione di Udine.

## "Italiano di Gorizia"
Nell'estate del 1945 Cresta organizzò, con Bruno Cicianni, "prendendo diretto contatto" con il comandante generale della Osoppo (Candido Grassi “Verdi”), ed "una sezione degli alpini di Udine" un gruppo clandestino di una ventina giovani ex partigiani della Osoppo, "che chiamammo battaglione Gorizia". Lo scopo iniziale era quello di sostenere e rincuorare la cittadinanza italiana di Gorizia "sbandata ed impaurita" .
Quando però, nell'evolversi tumultuoso di quei mesi, la formazione perse gli scopi originari e la dimensione del battaglione si ampliò fino a diventare la "Divisione Gorizia", sotto il comando del tenente colonnello Luigi Corsini, Cresta se ne disinteressò perché, come scrive del suo saggio:
(pag. 134)
Quella sua prima e spontanea organizzazione segreta fu un'iniziativa che ebbe un seguito. Nel gennaio 1946, per iniziativa di alcuni comandanti militari della Brigata Osoppo, si costituì, su base volontaria, l'embrione dell'"Organizzazione O” ("O"=Osoppo). Una formazione clandestina paramilitare che si trasformò via, via fino al 1956, come risulta dai documenti della Commissione stragi, presieduta dal senatore Libero Gualtieri, nella “Organizzazione Gladio”.

## La battaglia politica con l'API
Cresta ritenne invece di combattere la sua battaglia per la permanenza di Gorizia in Italia democraticamente e pubblicamente e allora collaborò alla fondazione della "Associazione Giovanile Italiana". Alla fine dell'anno, il 28 dicembre 1945, organizzò e guidò come segretario una nuova associazione l'"Associazione Partigiani Italiani", affiliato all'ANPI unitario nazionale per distinguersi dalla "Associazione Partigiani Giuliani", troppo filo Slovena. Con questa struttura organizzò le più significative manifestazioni pubbliche del 1946 per la permanenza di Gorizia e Trieste all'Italia.

## Nel dopo guerra
Riprese l'attività di funzionario pubblico e divenne Segretario comunale e provinciale, spostandosi in diverse amministrazioni, compreso Mirano (1970- 1980) e Trieste.

## Località dove operò la Osoppo e Cresta
- Attimis e le frazioni: Forame, Partistagno, Porzus, Racchiuso, Subit
- Faedis e le frazioni: Subit, Canebola,...Clap,
- Povoletto e le frazioni: Ravosa; Savorgnano del Torre
- Reana del Rojale
- Nimis
- Taipana e le frazioni di: Montemaggiore, Platischis, Prossenicco
- Bergogna